# Film in 1933
Dit artikel gaat over de film in het jaar 1933.

## Gebeurtenissen
- 6 juni – Het eerste drive-intheater wordt geopend.
- Het British Film Institute wordt opgericht.
- Ecstasy, een Tsjechoslowaakse film, choqueert het publiek als actrice Hedy Lamarr er naakt in te zien is.
- The Private Life of Henry VIII wordt de eerste Britse film die een Academy Award wint.

## Succesvolste films
| Plaats | Titel              | Studio                | Opbrengst      | Opbrengst  | Opbrengst           | Opbrengst |
| Plaats | Titel              | Studio                | Internationaal | VS/Canada  | Verenigd Koninkrijk | Australië |
| ------ | ------------------ | --------------------- | -------------- | ---------- | ------------------- | --------- |
| 1.     | I'm No Angel       | Paramount Pictures    |                |            |                     |           |
| 2.     | 42nd Street        | Warner Bros. Pictures |                | $2.300.000 |                     |           |
| 3.     | She Done Him Wrong | Paramount Pictures    |                |            |                     |           |
| 4.     | Peg o' My Heart    | Metro-Goldwyn-Mayer   |                | $979.000   |                     |           |
| 5.     | Going Hollywood    | Metro-Goldwyn-Mayer   |                | $962.000   |                     |           |

## Academy Awards
6de Oscaruitreiking:
- Beste Film: Cavalcade (20th Century Fox)
- Beste Acteur: Charles Laughton in The Private Life of Henry VIII
- Beste Actrice: Katharine Hepburn in Morning Glory
- Beste Regisseur: Frank Lloyd voor Cavalcade

## Lijst van films
- 42nd Street
- Alice in Wonderland
- Baby Face
- Berkeley Square
- The Bitter Tea of General Yen
- Blood Money
- Bombshell
- The Bowery
- Bureau of Missing Persons
- Busy Bodies
- Cavalcade
- College Coach
- Counsellor at Law
- Damaged Lives
- Dancing Lady
- Deluge
- Design for Living
- The Devil's Brother
- Dinner at Eight
- Dragnet Girl
- Duck Soup
- Ecstasy
- The Emperor Jones
- Employees' Entrance
- Eskimo
- Ex-Lady
- Fast Workers
- Flying Down to Rio
- Footlight Parade
- The Ghoul
- Going Hollywood
- Gold Diggers of 1933
- Goodbye Again
- Hallelujah, I'm a Bum
- Hold Your Man
- Las Hurdes, tierra sin pan
- I'm No Angel
- In the Wake of the Bounty
- The Invisible Man
- Island of Lost Souls
- Każdemu wolno kochać
- King Kong
- Ladies They Talk About
- Lady for a Day
- Lady Killer
- Liebelei
- Little Women
- Lot in Sodom
- Man's Castle
- The Mayor of Hell
- The Midnight Patrol
- Morning Glory
- Mystery of the Wax Museum
- One Sunday Afternoon
- Only Yesterday
- Our Betters
- Parachute Jumper
- Peg o' My Heart
- Penthouse
- Picture Snatcher
- The Power and the Glory
- The Private Life of Henry VIII
- The Prizefighter and the Lady
- Professional Sweetheart
- Queen Christina
- Secret of the Blue Room
- Secrets
- She Done Him Wrong
- A Shriek in the Night
- The Son of Kong
- Sons of the Desert
- State Fair
- The Story of Temple Drake
- A Study in Scarlet
- Supernatural
- Terror Trail
- Das Testament des Dr. Mabuse
- This Day and Age
- Three Little Pigs
- Tillie and Gus
- Today We Live
- Tonight Is Ours
- Topaze
- Torch Singer
- Tugboat Annie
- Turn Back the Clock
- The Vampire Bat
- When Ladies Meet
- Wild Boys of the Road
- The Working Man
- The World Changes
- Zéro de conduite

## Geboren
| Datum                | Naam            | Beroep    |
| -------------------- | --------------- | --------- |
| 18 januari           | John Boorman    | Regisseur |
| 18 februari († 1975) | Mary Ure        | Actrice   |
| 22 maart             | May Britt       | Actrice   |
| 19 april († 1967)    | Jayne Mansfield | Actrice   |
| 11 juni († 2016)     | Gene Wilder     | Acteur    |
| 20 juni († 2019)     | Danny Aiello    | Acteur    |
| 9 oktober († 1957)   | Judy Tyler      | Actrice   |

## Overleden
| Datum       | Naam                | Leeftijd | Beroep                |
| ----------- | ------------------- | -------- | --------------------- |
| 3 januari   | Jack Pickford       | 36       | Acteur / Regisseur    |
| 25 januari  | Lewis J. Selznick   | 62       | Producent             |
| 15 februari | Pat Sullivan        | 46       | Regisseur / Producent |
| 26 februari | Spottiswoode Aitken | 64       | Acteur                |
| 18 augustus | James Williamson    | 77       | Regisseur             |
| 28 augustus | Helen Dunbar        | 59       | Actrice               |
| 5 oktober   | Renée Adorée        | 35       | Actrice               |

1870-1879 · 1880-1889 · 1890 · 1891 · 1892 · 1893 · 1894 · 1895 · 1896 · 1897 · 1898 · 1899 · 1900 · 1901 · 1902 · 1903 · 1904 · 1905 · 1906 · 1907 · 1908 · 1909 · 1910 · 1911 · 1912 · 1913 · 1914 · 1915 · 1916 · 1917 · 1918 · 1919 · 1920 · 1921 · 1922 · 1923 · 1924 · 1925 · 1926 · 1927 · 1928 · 1929 · 1930 · 1931 · 1932 · 1933 · 1934 · 1935 · 1936 · 1937 · 1938 · 1939 · 1940 · 1941 · 1942 · 1943 · 1944 · 1945 · 1946 · 1947 · 1948 · 1949 · 1950 · 1951 · 1952 · 1953 · 1954 · 1955 · 1956 · 1957 · 1958 · 1959 · 1960 · 1961 · 1962 · 1963 · 1964 · 1965 · 1966 · 1967 · 1968 · 1969 · 1970 · 1971 · 1972 · 1973 · 1974 · 1975 · 1976 · 1977 · 1978 · 1979 · 1980 · 1981 · 1982 · 1983 · 1984 · 1985 · 1986 · 1987 · 1988 · 1989 · 1990 · 1991 · 1992 · 1993 · 1994 · 1995 · 1996 · 1997 · 1998 · 1999 · 2000 · 2001 · 2002 · 2003 · 2004 · 2005 · 2006 · 2007 · 2008 · 2009 · 2010 · 2011 · 2012 · 2013 · 2014 · 2015 · 2016 · 2017 · 2018 · 2019 · 2020 · 2021 · 2022 · 2023 · 2024 · 2025